# Reihenfeuerpistole

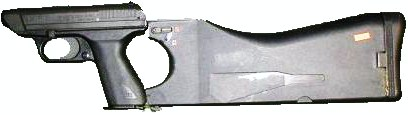
HK VP70

Reihenfeuerpistolen sind Selbstladepistolen, die sowohl Einzel- als auch Dauerfeuer schießen können.

## Geschichte
Als früheste Reihenfeuerpistole gilt die Steyr M12/P16 aus dem Ersten Weltkrieg. Das erste kommerziell erfolgreiche Modell erschien im Jahr 1928 mit der spanischen Astra 901, worauf Mauser die vollautomatische Mauser M712 als Variante der C96 auf den Markt brachte.
Diverse dieser Waffen sind mit einem Futteral versehen, das zum Schießen aus der Schulter als Anschlagschaft verwendet werden kann, um den Rückstoß besser zu beherrschen. Frühe Modelle dieser Waffengattung wurden meist zur Erhöhung der Feuerkraft aus Selbstladepistolen weiterentwickelt, als Beispiel können die österreichische Steyr M12/P16 und die Mauser M712 gelten. Maschinenpistolen haben meist einen festen oder einschiebaren Schaft.
Beispiele für seitdem erschienene Reihenfeuerpistolen sind:
- Stetschkin APS: Sowjetunion, 1951
- HK VP70: Deutschland, 1970
- ČZ 75 Full-Auto: Tschechien 1976
- Beretta 93R: Italien, 1977
- Glock 18: Österreich, 1987

Während das sowjetische Modell ursprünglich als militärische Verteidigungswaffe für Panzer- und Artilleriemannschaften sowie Luftfahrzeugbesatzungen und Piloten vorgesehen war, wurden moderne Reihenfeuerpistolen besonders für den behördlichen Einsatz zum Zweck des Personenschutzes und der Terrorabwehr entwickelt. Im Sinne der Zielsicherheit wird vielfach ein Feuerbegrenzer verwendet. Dadurch können nur kurze Feuerstöße abgegeben werden, die Waffen sind jedoch weitaus besser zu kontrollieren.

## Gesetzeslage
Reihenfeuerpistolen zählen gesetzlich zur Kategorie der automatischen Waffen und sind somit für Zivilpersonen in vielen Ländern verboten oder nur mit Sondergenehmigung zu beschaffen.

### Deutschland
In Deutschland ist es Privatpersonen verboten, vollautomatische Waffen zu besitzen. Reihenfeuerpistolen gelten aber nicht als Kriegswaffen. Der Besitz oder Handel mit verbotenen Waffen wird mit Freiheitsstrafe bis zu zehn Jahren bestraft.

### Schweiz
In der Schweiz fallen Reihenfeuerpistolen gemäss dem Waffengesetz, Artikel 5, unter den Begriff Seriefeuerwaffen, deren Erwerb und Besitz verboten ist. Dies gilt auch für solche, die zu halbautomatischen Waffen umgebaut worden sind. Zudem verbietet das Gesetz das Schiessen mit Seriefeuerwaffen. Die kantonalen Behörden können in begründeten Einzelfällen, z. B. für Sammler, Ausnahmebewilligungen erteilen. Diese Bewilligungen enthalten Vorschriften, welche durch die Behörde regelmässig überprüft werden. So sind u. a. Verschluss und Waffe „getrennt und vor dem Zugriff Dritter geschützt“ aufzubewahren.